# Aeroporto Internazionale José Martí
L'Aeroporto Internazionale José Martí (in spagnolo Aeropuerto Internacional José Martí), conosciuto anche con il suo precedente nome "Rancho-Boyeros", è un aeroporto internazionale situato a L'Avana, Cuba.
L'aeroporto si trova a 18 km dalla capitale cubana, ed è stato dedicato all'eroe nazionale José Martí.
A Cuba l'aeroporto è un hub per le compagnie aeree Cubana de Aviación, Aerogaviota e Aero Caribbean, ed è stato l'hub latino-americano per la sovietica Aeroflot. È il principale gateway internazionale e nazionale di Cuba, e vi transitano diversi milioni di passeggeri ogni anno. L'aeroporto è gestito dalla Empresa Cubana de Aeropuertos y Servicios Aeronáuticos (ECASA).
L'aeroporto si trova nel comune di Boyeros e collega L'Avana con il resto del Caraibi, il Nord, Centro e Sud America, l'Europa e una destinazione ciascuna in Africa.
Dispone di un Terminal

## Storia
L'attuale aeroporto José Martí sostituì nel 1930 la Columbia Airfield, che è stato il primo aeroporto a servire L'Avana. Il nome originale dell'aeroporto "Rancho Boyeros" si riferiva al nome della pianura circostante, in cui durante l'epoca coloniale una famiglia locale aveva costruito una capanna di paglia dove offriva pasti e alloggio ai mandriani stanchi che portavano i prodotti agricoli da Batabanó e da Vuelta Abajo verso la capitale. Per dare supporto all'aeroporto, le vecchie case del ranch furono trasformate in una piccola città che sarebbe servita come centro industriale, agro-pastorale e commerciale. Successivamente furono costruite case confortevoli, una scuola tecnica industriale, una fabbrica di vernici e altre strutture. La città oggi è conosciuta come Boyeros.
Nel 1960 l'aeroporto fu bombardato dai aerei B-26 della Brigada Asalto 2506, un gruppo di esuli cubani sponsorizzato dalla CIA che cercavano di liberare Cuba da Fidel Castro.
Nel 1961 le relazioni diplomatiche con gli Stati Uniti si deteriorarono in modo sostanziale e, con l'embargo degli Stati Uniti contro Cuba, alle compagnie aeree degli Stati Uniti non fu più permesso di operare voli regolari di linea per l'aeroporto fino al mese di marzo 2015, i voli regolari sono stati ripresi da Sun Country Airlines durante il disgelo cubano. Nel 1990 alcuni voli charter speciali furono approvati dal governo degli Stati Uniti, per operare da Miami per i cittadini cubani che vivevano negli Stati Uniti e che avevano parenti stretti a Cuba. Oggi, diverse compagnie aeree operano un servizio di noleggio tra L'Avana e Miami.
A causa del rapporto di Cuba con l'Unione Sovietica, l'aeroporto durante gli anni 1970 e 1980 ha ospitato molte compagnie aeree del "blocco orientale", come la russa Aeroflot, la compagnia aerea cecoslovacca, Interflug, la compagnia aerea Ucraina Aerosvit (Oggi Ukraine International Airlines) e la polacca LOT Polish Airlines.
Nel 1988, in previsione di futuri voli charter per gli Stati Uniti d'America, venne costruito il terminal 2, che venne poi ristrutturato ed ampliato nel 2010.
Nel 2016, all'interno della sala VIP, è avvenuto lo storico incontro tra papa Francesco e il patriarca Cirillo.
Dal 2016 sono ripresi i voli regolari dagli Stati Uniti per Cuba, che erano stati sospesi nel 1961.